# 范雪飞
范雪飞（1990年10月9日—），浙江绍兴人，中国女子赛艇运动员。她曾代表中国参加英国举行的2006年世界赛艇锦标赛，获得女子轻量级四人双桨金牌。